# Beccariola papuensis
Beccariola papuensis es una especie de coleóptero de la familia Endomychidae.

## Distribución geográfica
Habita en Nueva Guinea.